# Liste der Staatsoberhäupter 246
Übersicht
◄◄ | ◄ | 242 | 243 | 244 | 245 | Liste der Staatsoberhäupter 246 | 247 | 248 | 249 | 250 | ► | ►►

Weitere Ereignisse

## Afrika
- Aksumitisches Reich
  - König: Sembrouthes (ca. 250)

- Römisches Reich
  - Provincia Romana Aegyptus
    - Präfekt: Gaius Valerius Firmus (245–247/248?)

## Asien
- Armenien
  - König: Trdat II. (217–252)

- China
  - Norden
    - Kaiser: Cao Fang (239–254)

  - Südwesten
    - Kaiser: Liu Shan (223–263)

  - Südosten
    - Kaiser: Sun Quan (229–252)

- Iberien (Kartlien)
  - König: Bakur I. (234–249)

- Japan (Legendäre Kaiser)
  - Kaiserin: Jingū (200–269)

- Korea
  - Baekje
    - König: Goi (234–286)

  - Gaya
    - König: Geodeung (199–259)

  - Goguryeo
    - König: Dongcheon (227–248)

  - Silla
    - König: Jobun (230–247)

- Sassanidenreich
  - Schah (Großkönig): Schapur I. (240/242–270)

## Europa
- Bosporanisches Reich
  - König: Rheskuporis IV. (242/243–275/276)

- Römisches Reich
  - Kaiser: Philippus Arabs (244–249)
    - Konsul: Gaius Bruttius Praesens (246)
    - Konsul: Gaius Allius Albinus (246)